# Christophe Barraud (économiste)
Pour les articles homonymes, voir Christophe Barraud et Barraud.
Christophe Barraud, né le 1er août 1986, est un économiste français. Il est chef économiste et stratégiste chez Market Securities.
Il est avant tout connu pour avoir été classé par Bloomberg LP comme meilleur prévisionniste au monde sur les statistiques américaines, chinoises et de la zone Euro durant les années 2010 et 2020.

## Biographie

### Jeunesse et études
Christophe Barraud a grandi à Saint-Laurent-du-Var.
Il obtient un baccalauréat en économie au lycée Thierry Maulnier (Académie de Nice), un DEUG en économie-gestion à l'université Nice Sophia-Antipolis, puis une licence, une maîtrise et un master en finance (104) à l'université Paris-Dauphine. Enfin, il obtient un doctorat en économie financière à l'université Paris-Dauphine en 2012. Sa thèse porte sur L’efficience informationnelle du marché des paris sportifs : un parallèle avec les marchés boursiers.

### Parcours professionnel
Il assume la fonction d’assistant économiste chez Dexia Securities, puis il rejoint en 2011 Market Securities à Paris en tant que chef économiste et stratégiste.
Ses recherches s’adressent à différentes catégories d'investisseurs mondiaux (banques, assurances, sociétés de gestion, hedge funds, fonds de pension, etc.) mais aussi à des organismes publics (États, banques centrales, etc.). Il a été consulté par le Ministère de l’économie et des finances. Certaines de ses analyses sont ouvertes au public via des articles de presse, contributions ou interventions télévisées.
Depuis 2021, il est également chargé de cours à l’ESCP dans le Master of science, spécialisation finance.

## Prises de position

### Sur la guerre commerciale sino-américaine et la pandémie de Covid-19
Au cours des dernières années, il a émis plusieurs prévisions économiques, financières et politiques qui se sont souvent avérées exactes.
En 2018, il a formulé des appréciations dans le cadre de la guerre commerciale entre les États-Unis et la Chine, au sujet des relations entre les deux puissances et des échanges commerciaux.
En 2019, à ces sujets, se sont ajoutés dans son discours ceux des relations euro-atlantiques.
L'année 2020, lui fait exprimer, en plus des objets précédents, différentes estimations à propos de la pandémie de Covid-19,. Dans ce contexte, il a souligné que l’économie mettrait des années avant de retrouver son niveau d’avant crise. Enfin, à propos des élections présidentielles américaines, il a correctement anticipé la victoire de Joe Biden.
En 2024, il a également correctement prévu la victoire de Donald Trump.

### Sur l'inflation américaine
Au cours de l'année 2021, il a répété que l'inflation américaine n'était pas seulement transitoire et que cette dynamique allait forcer les autorités à revoir en hausse leurs estimations.
Début 2022, il a souligné le risque d'une spirale prix-salaire aux États-Unis pour les bas salaire.

### Sur les politiques monétaires accommodantes
Christophe Barraud s'est montré critique à l'égard des politiques monétaires accommodantes. Il considère que, si celles-ci permettent de dynamiser l'économie en temps de crise, elles ont également tendance à encourager le risque excessif, à faire augmenter artificiellement les prix des actifs financiers et de l'immobilier. Parallèlement, selon lui, elles profitent plus aux riches, qui peuvent ainsi investir et s'endetter à souhait, renforçant indirectement les inégalités sociales. Toujours selon son avis, les injections de liquidité empêchent le processus de destruction créatrice en permettant à des entreprises peu productives, qui auraient dû naturellement mourir, de survivre. De même, pour lui, les politiques de taux 0% des banques centrales pénalisent aussi les banques et assurances en faisant pression sur leurs marges.

## Distinctions
Il a été nommé Chevalier de l’ordre national du mérite le 21 mai 2021 et a été décoré par Bruno Le Maire.